# Ахмад Шамлу
Ахмад Шамлу (перс. احمد شاملو, нар. 24 листопада 1925, Решт — пом. 23 липня 2000, Кередж) — іранський поет, письменник, журналіст, дослідник, перекладач, словникар, один із засновників і провідних фігур Об'єднання іранських письменників до і після Ісламської революції. Шамлу мав незакінчену класичну освіту. Оскільки його батько був воєнним і змушений був постійно переїжджати із одного міста до іншого, то його сім'я ніколи не залишалась на одному місці надовго. Він так і не зміг завершити свою освіту, оскільки у віці 18 років був заарештований за участь у марксистській організації.
Шамлу здобув популярність переважно завдяки своїм інноваціям у царині сучасної іранської поезії та складанню білих віршів, віршів шамлаві а також верлібрів. 1949 року зустрівся з поетом Німою Юшіджем і під його впливом почав складати вірші в стилі німаї, однак у вірші До червоного цвіту сорочки (перс. تا شکوفه سرخ یک پیراهن), опублікованому 1953  року під назвою Білий вірш ґофран (перс. شعر سفید غفران) вперше відмовився від віршового розміру і таким чином сформував новий стиль у межах сучасної іранської поезії.

## Життєпис

### Раннє життя
Ахмад Шамлу народився 12 грудня 1925 року в місті Решт в армійській родині Гейдара Шамлу і Коукаб Аракі. Він був другою дитиною і єдиним сином у родині з шести дітей. Як і багато дітей військовослужбовців, Ахмад здобув свою ранню  освіту в різних містах, у тому числі Хаші Захедані на південному сході Ірану, Мешхеді на північному сході, а також місті Решт на півночі. Дитинство і юність Шамлу не були легкими, а дім не був тим місцем, яке могло сприяти чутливості. Тому він часто знаходив утіху в самоті. Подорожі з родиною з одного міста до іншого були перешкодою для здобуття повноцінної освіти.
1941 року, так і не здобувши середню освіту, вирушив із Бірджанда до Тегерана. Хотів відвідувати засноване німцями Тегеранське технічне училище, яке було одним із найкращих тогочасних навчальних заходів для вивчення німецької мови. Його прийняли в цю школу, за умови, що він буде перебувати в початковому класі упродовж двох років. Незабаром 1942 року разом з іншими членами родини знову змінив місце проживання, вирушивши із Тегерана до Ґорґана. У 1945 році зробив останню спробу завершти середню школу в Урмії, але провалився. У 29 років, після перевороту в Ірані 1953 його заарештували як члена комуністичної Народної партії Ірану й запроторили до в'язниці більш як на рік.

### Ранні роботи
|               | Я, іранський поет, спочатку познайомився з поезією іспанця Лорки, француза Елюара, німця Рільке, росіянина Маяковського [...], американця Г'юза; і тільки потім, після цієї освіти, я повернувся до віршів моєю рідною мовою, щоб побачити і усвідомити велич Гафіза зі свіжої точки зору. Оригінальний текст (англ.) I, an Iranian poet, first learned poetry from the Spanish Lorca, the frenchman Éluard, the German Rilke, the Russian Mayakovsky [...] and the American Langston Hughes; and only later, with this education I turned to the poems of my mother tongue to see and to know, say, the grandeur of Hafiz from a fresh perspective. |
| — Ахмад Шамлу | |

Дебютна робота Забуті пісні (перс. آهنگهای فراموش شده), була поетичною збіркою в класичному та сучасному стилях, яка вийшла 1947 року з передмовою Ебрагіма Ділмаганіяна. У 1948 році почав писати в літературний щомісячник під назвою Сохан-но. Два роки по тому вийшло його перше оповідання Жінка позаду бронзових дверей (перс. زن پشت در مفرغی). Другу збірку віршів Маніфест (перс. قطعنامه) опубліковано 1951 року. Прихильно ставився до соціалістичної ідеології і отримав роботу культурного радника в дипломатичному представництві Угорщини.
Його третя збірка віршів, Метали і почуття (1952), була заборонена і знищена поліцією. Його переклади Золото в бруді, Зигмунд Мотріц і об'ємного роману Сини людини з кам'яним серцем Мора Йокаї, разом зі всіма зібраними даними для його праці про розмовну міську культуру Ірану (відомої як Книга Алеї) були конфісковані і знищені. 1954 року його помістили до в'язниці на 14 місяців. У 1955 році Шамлу переклав і опублікував три романи європейських письменників. 1956 року став головним редактором літературного журналу Бамшад.

### 1957-60
Славу йому принесла його наступна збірка поезії Свіже повітря (перс. هوای تازه), що вийшла 1957 року.  Поет і філософ Зія Мовахед так прокоментував роботу: "Кожен хто читає Свіже повітря сьогодні може побачити, що мова цієї збірки і її тканина відрізняються від усього іншого. У сучасній поезії мало кому вдалось досягнути такого ритму як у роботах Шамлу. Свіже повітря стало найвизначнішою подією в нашій поезії після Гафіза". Також опублікував кілька досліджень класичної перської поезії.
Його переклад роману Босий румунського письменника Захарії Станку, який вийшов 1958 року, утвердив авторитет Шамлу як перекладача. 1959 почав публікувати оповідання для дітей, а також знімати  документальні фільми і співпрацювати з кіностудіями.

### 1960-69
1960 року вийшла нова збірка його поезій під назвою Сад дзеркал.
У 1961 році Шамлу став головним редактором журналу Кетаб-е-хафте, який змінив традиції та мову літературної журналістики в Ірані. 1962 року вийшли другом його переклади Андре Жіда і Робера Мерля. Дві збірки поезії належать до 1964 року: Айда у дзеркалі та Мить і вічність. Нова збірка поезії вийшла 1965 року: Айда, дерева, спогади і кинджал, а також новий переклад. також письменник утретє спробував зібрати The Book of Alley. 1966 року знову вийшла нова збірка під назвою Фенікс у дощі, міністерство інформації САВАК заборонило його літературний журнал.
1967 року обійняв посаду головного редактора Хуше. Опублікував новий переклад Ерскіна Колдвелла і взяв участь у створенні Спілки іранських письменників, а також провів кілька вечорів поезії в іранських університетах. У 1968 розпочав дослідження творчості Гафіза, перекладав вірші Гарсії Лорки а також Пісню наз піснями зі Старого Заповіту; організував тиждень поетичних читань для визнаних і нових іранських поетів, який отримав схвальні відгуки. Вірші, які там прозвучали, з'явились в об'ємній книзі, редактором якої був Шамлу. 1969 року поліція закрила його тижневик. Вийшла збірка старих віршів Про повітря і дзеркала, а також нових Оди Землі.

### 1970 - 1979
1970 року випустив збірку Квіт у тумані. Також зняв новий документальний фільм для телебачення і опублікував кілька оповідань для дітей. У 1971 році переробив деякі зі своїх попередніх перекладів.
1972 року викладав перську мову в Тегеранському університеті. Вийшло кілька аудіокасет, на яких Шамлу читає вірші інших класичних і сучасних перських поетів. Увійшов до складу Академії перської мови та літератури. Опублікував кілька нових перекладів і написав кілька сценаріїв для фільмів. Відвідав Париж, щоб пройти там курс лікування.
У 1973 році вийшло дві нових збірки Авраам у вогні і Двері і Велика китайська стіна, а також кілька нових перекладів. 1975-го опублікував своє дослідження творчості Гафіза. У 1976-му відвідав США, де виступив із поетичними читаннями в багатьох містах. Перед поверненням до Ірану взяв участь у Поетичному фестивалі в Сан-Франциско.
1977 року опублікував нову поему Dagger On The Plate. Покинув Іран на знак протесту проти режиму шаха Пахлаві й залишався у США впродовж року, даючи лекції в американських університетах.
У 1978 році переїхав із США до Великої Британії, щоб обіймати там посаду головного редактора нового часопису Іраншахр; але подав у відставку після 12-го випуску й повернувся до Ірану якраз після початку Ісламської революції. Відновив роботу в Спілці іранських письменників і почав видавати новий часопис Кетаб-е-джоме, який мав великий успіх. 1978-й став дуже плідним роком в його житті, він опублікував багато віршів і перекладів, а також виступив з багатьма лекціями і читаннями. Його також вибрали до складу керівництва Спілки письменників. 1979-й став також досить плідним роком. Вийшли другом перший і другий томи праці The Book of Alley.

### 1980 - 2000
Починаючи з 1980 року, через досить жорстку політичну ситуацію в країні, Шамлу вів життя відлюдника протягом восьми років, працюючи разом з Айдою над The Book Of Ally, а також багатьма іншими літературними працями, серед яких переклад Тихого Дону Михайла Шолохова. 1984 року Ахмада Шамлу висунуто на здобуття Нобелівської премії з літератури.
1988 на запрошення Interlit, the World Literary Congress, подорожував Європою з лекціями і читаннями. У Німеччині вийшла другом повна збірка його поезій. Потім повернувся до Ірану. 1990 року подорожував по США. Human Rights і The Fund For Free Expression вручили йому свою щорічну нагороду. Вийшло кілька робіт, присвячених його поезії і його загальному літературному внеску.
1991 року знову подорожував Європою й повернувся до Ірану, щоб знову інтенсивно працювати впродовж чотирьох років. Того самого року виграв премію Freedom of Expression Award, яку вручає нью-йоркська організація Human Rights Watch. У 1992 його праця Sacred Words вийшла вірменською й англійською мовами. 1994 року відвідав Швецію, де виступив з численними лекціями і читаннями.
У 1995 році завершив переклад Тихого Дону. Відбулось спеціальне зібрання іранських письменників і критиків у Торонто, на якому обговорювали внесок Шамлу в перську поезію. Його Aurora! вийшла іспанською. 1999 року Swedish Foundation вручила йому Stig Dagerman Prize.

### Особисте життя

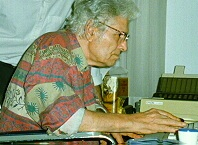
Шамлу під час написання

Шамлу тричі був у шлюбі. 1947 року одружився з Ашраф Ісстамією (пом. 1978) і мав від неї трьох синів і дочку: Сіяваш (1948–2009), Сірус, Саман і Сагі. Вони розлучилися в 1957 році після кількарічного конфлікту і роздільного проживання. Удруге він одружився з Тусі Гаєрі Мазандарані (пом. 1992), яка була на 14 років старшою, а розлучився 1963 року, після чотирьох років шлюбу.
Навесні 1962 року зустрів Айду Саркісян і через два роки вони одружились. Айда походила з вірмено-іранської родини, яка проживала в тому самому районі, що й Шамлу. Її християнська родина виступала проти шлюбу, через те, що родина Шамлу належала до мусульман. Крім того, Шамлу був на два роки старшим і розлученим двічі. Вона відіграла ключову роль у подальшому житті письменника і вони залишались разом до самої смерті Шамлу у 2000 році. Її ім'я присутнє в багатьох його пізніх віршах. Нині Айда проживає в місті Карадж.

### Смерть
Стан здоров'я Шамлу погіршився в 1996 році одразу через кілька хвороб. 1997 року йому зробили кілька операцій і ампутували праву ногу через загострення діабету. Він помер у неділю 23 липня 2000 року о 21:00 у себе вдома через ускладнення від діабету. 27 липня тисячі осіб взяли участь у поховальній церемонії. Його поховали на цвинтарі «Емамзаде Тахер» у місті Кередж.

## Роботи і стиль
Есмаїль Нуріала
Ахмад Шамлу опублікував понад 70 книг: 16 томів поезії; 5 антологій поезії; 5 томів з романами, оповіданнями і сценаріями; 9 томів літератури для дітей; 9 перекладів поезії на перську мову; 21 роман перекладений на перську; 5 збірок ессе, лекцій та інтерв'ю; 10 томів (дотепер) праці The Book Of Alley.
Поетичне бачення Шамлу поєднує в собі західний модернізм і сучасне переосмислення класичної перської поезії. Серед фігур, які на нього найбільше вплинули іспанський поет Федеріко Гарсія Лорка, афро-американський поет Ланґстон Г'юз, французький письменник і мислитель Луї Арагон, а також перський поет-модерніст Німа Юшідж. Шамлу як учень Німи Юшіджа завжди шукав шляхи у нові поетичні світи, став провідним поетом покоління молодих іранських поетів і письменників, серед яких Форуг Фаррухзад, Сограб Сепегрі, Мегді Ахаван-Селес, Ядолла Рояї, Носрат Рахмані та Надер Надепур.
Шамлу відомий завдяки використання у своїх віршах мови простих людей. Виробив простий і вільний поетичний стиль, знаний під назвою біла перська поезія, різновид верлібру, що відходить від витриманих ритму і рим класичної перської поезії. Діапазон тем у його віршах простягається від політичних питань, переважно свободи, до умов людського існування.

## Політичні погляди
Шамлу був марксистом і соціально налаштованим інтелектуалом, який поєднав особисту любов і прихильність зі своїми соціальними установками. Він був головною силою в інтелектуальному русі, який протистояв колишньому шаху Ірану напередодні Революції 1979 року. 1976 року Шамлу покинув країну на знак протесту проти цензури й задушливої політичної атмосфери. У 1977-му, за рік до повалення шахського режиму, підписав відкритого листа на підтримку права збиратись для членів Спілки письменників Ірану. Новий ісламський режим не був до нього прихильним, вважаючи його антиісламським націоналістичним елементом, зрадником і прозахідним письменником. Однак, беручи до уваги популярність Шамлу, правляче духовенство не могло його заарештувати, але водночас не дозволяло публікувати його твори впродовж багатьох років. Від початку 1990-х його вірші з'явились у багатьох літературних журналах.

## Нагороди
- Forooghe Farrokhzad Prize, 1973
- Freedom of Expression Award від організації Human Rights Watch, 1990
- Stig Dagerman Prize, 1999[13]
- Free Word Award яку вручають Poets of All Nations in Netherlands, 2000

## Книги
- The Forgotten Songs (1947)
- The Verdict (1951)
- Poems of Iron and Feelings (1953)
- Fresh Air (1957)
- The Mirror Orchard (1960)
- Ayda in the Mirror (1964)
- Moments and Forever (1964)
- Ayda: Tree,Dagger, Remembrance (1965)
- Phoenix in the Rain (1966)
- Blossoming in the Mist (1970)
- Abraham in the Fire (1973)
- The Doors and the Great Wall of China (1973)
- Of Airs and Mirrors (1974)
- Poniard on the Plate (1977)
- Little Rhapsodizes of Exile (1979–1980)
- Panegyrics Sans Boon (1992)
- The Cul-de-Sac and the Tigers in Love (1998)
- The Tale of Mahan's Restlessness (2000)
- The Book of Alley (1978–Present)